# Impatiens gracilipes
Impatiens gracilipes är en balsaminväxtart som beskrevs av Joseph Dalton Hooker. Impatiens gracilipes ingår i släktet balsaminer, och familjen balsaminväxter. Inga underarter finns listade i Catalogue of Life.